# تركي بن عبد العزيز الجاسر
تركي بن عبد العزيز الجاسر هوَ كاتب سعودي اعتُقل خلال الأزمة الخليجية مع قطر وادعت السلطات السعودية سابقا أنه تلقى التمويل من جهات خارجية (دولة قطر) وقامت وزارة الداخلية بتنفيذ حكم الإعدام تعزيرًا بحقه في 14 يونيو 2025 بينما كانت الصحافة العالمية (الميترو) تعتقد أن تركي قد قُتل بشكل غير قانوني في عام 2018 في المعتقل.
وقد جاءَ في بيان وزارة الداخلية السعودية أن تركي الجاسر ارتكب عددًا من "الجرائم الإرهابية" تمثلت في جريمة الخيانة العظمى عبر التخابر والتآمر على أمن السعودية مع أشخاص خارجها. كانَ تركي الجاسر يُدير حسابًا على موقع تويتر تحتَ اسمِ «كشكول» حيثُ كانَ ينتقد فيهِ النظام الحاكِم في المملكة كما كانَ يُعبّر عن آرائه بخصوص باقي الأحداث السياسيّة ومن ضمنها الأزمة مع قطر، وبحلول عام 2018؛ قالت مصادر إعلاميّة إنّ مكتب تويتر في دبي بالإمارات العربية المتحدة قد كشفَ عن هويته بينما لم ترد الشركة على هذهِ «المزاعم».
وقد جاء في بيان وزارة الداخلية السعودية على مواقع التواصل «قبضت الجهات الأمنية على الجاني المذكور، ووجهت التهم إليه بارتكاب تلك الجرائم، وبإحالته إلى المحكمة المختصة صدر بحقه حكم يقضي بثبوت ما نسب إليه وقتله تعزيراً، وأصبح الحكم نهائيًا بعد استئنافه ثم تأييده من المحكمة العليا ثم صدر أمر ملكي بتنفيذ الحكم القضائي».

## ملاحظة
1. ↑  بعد حوالي الشهر من مقتل خاشقجي؛ تحدثت عددٌ من الصحف الغربيّة على قضية تركي الجاسر ومقتلهِ تحتَ التعذيب داخل السعودية ثم عاد الموضوع للسطح في تشرين الثاني/نوفمبر 2019 حينما كُشف عن تورّط سعوديين في التجسّس على حسابات بعض المعارضين في تويتر بمن فيهم الجاسر وهو ما أكَّدته صحيفة الميترو البريطانية في تقريرٍ مفصلٍ لها.[3]